# Stazione di Edogawa
La Stazione di Edogawa (江戸川駅?, Edogawa-eki) è una stazione ferroviaria di Tokyo situata nel quartiere di Edogawa e servente la linea principale Keisei delle ferrovie Keisei.

## Linee
Ferrovie Keisei
● Linea principale Keisei

## Struttura
La stazione è dotata di quattro binari passanti su viadotto con due marciapiedi a isola collegati da sovrappassaggio.
| 1 | ■ Linea principale Keisei | per Aoto, Nippori, Keisei Ueno per Oshiage, linea Asakusa e linea Keikyū principale |
| 2 | ■ Linea principale Keisei | per Funabashi, Narita Aeroporto e Keisei-Chiba                                      |

## Stazioni adiacenti
| «                                 | Servizio                | »                       |
| Linea Keisei principale           | Linea Keisei principale | Linea Keisei principale |
| --------------------------------- | ----------------------- | ----------------------- |
| Keisei Koiwa                      | Locale                  | Kōnodai                 |
| Tutti gli altri treni non fermano |                         |                         |